# Dmitrovsk
Dmitrovsk (rusky Дмитровск) je město v Orelské oblasti v Ruské federaci. Při sčítání lidu v roce 2010 měl přes pět tisíc obyvatel.

## Poloha
Dmitrovsk leží v povodí Dněpru, na říčce Obščerici blízku jejího ústí do Něrussy. Od Orlu, správního střediska oblasti, je vzdálen přibližně osmdesát kilometrů jihozápadně, a od Moskvy, hlavního města celé federace, přibližně 400 kilometrů jihozápadně.

## Dějiny
Sídlo Dmitrijevka (Дмитриевка), později také Dmitrovka – Дмитровка) pojmenované po sobě založil v roce 1711 Dimitrie Cantemir, kterému zdejší půdu věnoval car Petr I. Veliký. V roce 1782 se stalo městem a bylo přejmenováno na Dmitrovsk. Dd roku 1929 se psalo jako Dmitrovsk-Orlovskij pro odlišení od Dmitrijeva-Lgovského a Dmitrova.
Za druhé světové války byl Dmitrovsk obsazen německou armádou 2. října 1941 a dobyt zpět Rudou armádou 12. srpna 1943, přičemž byl během bojů značně poničen.
V roce 2005 byl Dmitrovsk-Orlovskij přejmenován zpět na Dmitrovsk.